# أل رييس (اقتصادي)
أل رييس (بالإنجليزية: Al Ries)‏ هو اقتصادي أمريكي، ولد في 14 نوفمبر 1926 في أتلانتا في الولايات المتحدة.

## وصلات خارجية
- الموقع الرسمي